# Açude Quixeramobim

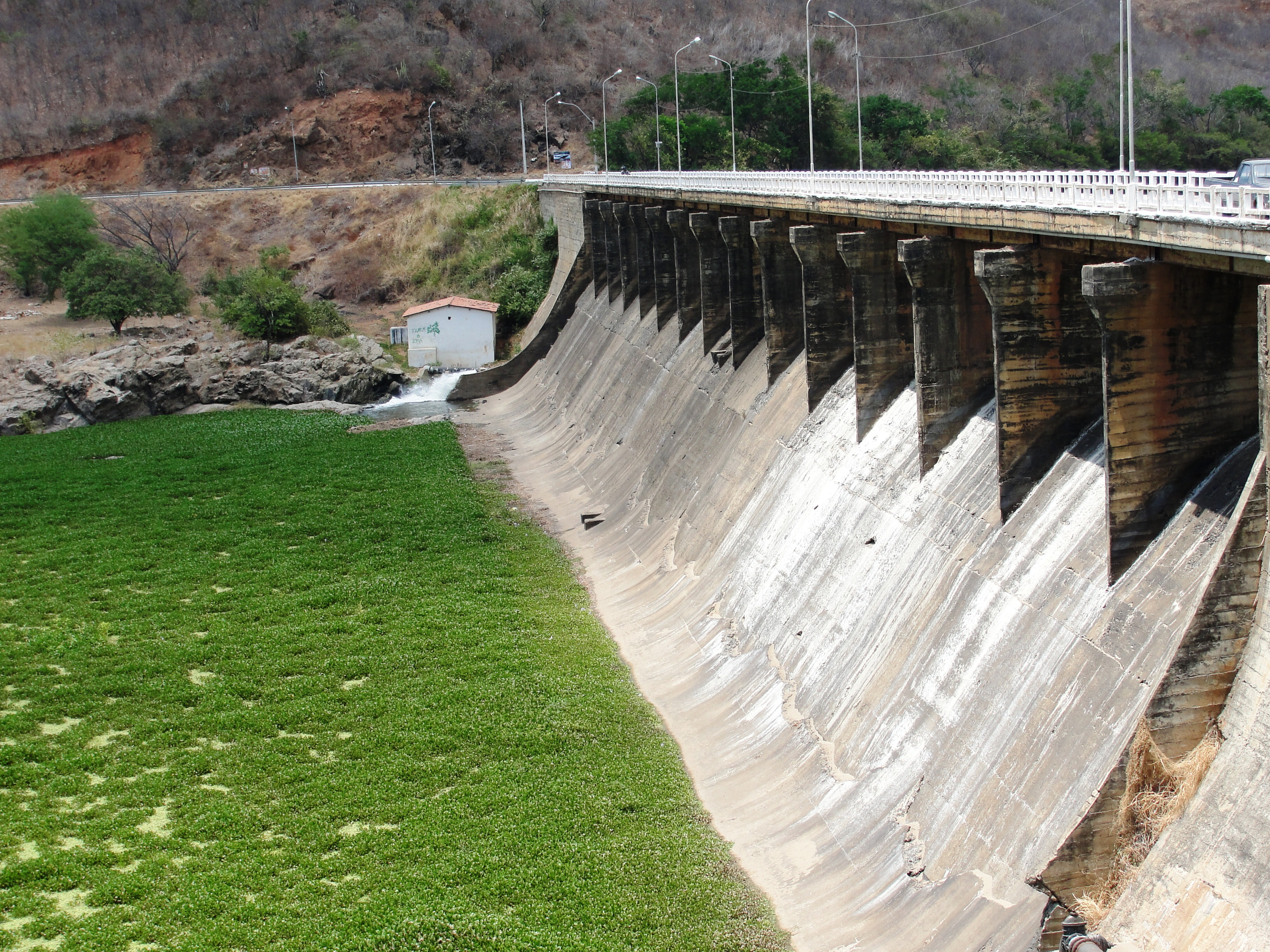
Barragem e vertedouro do açude Quixeramobim

Açude Quixeramobim é um Açude brasileiro no estado do Ceará, localizado em Quixeramobim, a 212Km da capital Fortaleza.
Está construído no leito do Rio Quixeramobim que faz parte da bacia hidrográfica do Rio Banabuiú.
Foi construído pelo DNOCS, (Departamento Nacional de Obras Contra as Secas) Suas obras foram concluídas no ano de 1960. Possui a capacidade de 7,88 Milhões de m³, sendo  uma das principais fontes de abastecimento hídrico da cidade homônima.